# Ouratea amplectens
Espèce
Classification phylogénétique
Statut de conservation UICN

 VU (needs updating) A1c, B1+2c : Vulnérable
Ouratea amplectens est une espèce de plantes à fleurs de la famille des Ochnaceae. C'est un arbuste présent au Ghana et au Liberia.  

## Description
C'est un arbuste.

## Répartition
Il est endémique aux forêts primaires du Ghana et du Liberia. 

## Conservation
Il est menacé par la déforestation liée à l'exploitation minière et forestière.